# 沃登·沃特森
沃登·沃特森（英語：Waldon O. Watson）为一位美国音讯工程师。他曾6次获得奥斯卡最佳音响效果奖提名。自1948年至1973年间他参与了近150部电影的制作。

## 精选影视作品
沃特森曾获得6次奥斯卡奖提名。
- 花鼓歌（英语：Flower Drum Song (film)） (1961)[1]
- 春泪溅花红（英语：That Touch of Mink） (1962)[2]
- 纽曼军医（英语：Captain Newman, M.D.） (1963)[3]
- 呆鹅爸爸（英语：Father Goose (film)） (1964)[4]
- 烽火田园（英语：Shenandoah (film)） (1965)[5]
- 神偷艳贼（英语：Gambit (1966 film)） (1966)[6]